# TJ Spartak Nové Město nad Metují
TJ Spartak Nové Město nad Metují (celým názvem: Tělovýchovná jednota Spartak Nové Město nad Metují) je český klub ledního hokeje, který sídlí v Novém Městě nad Metují v Královéhradeckém kraji. Od sezóny 2018/19 působí v Královéhradecké krajské lize, čtvrté české nejvyšší soutěži ledního hokeje. Klubové barvy jsou modrá a žlutá.
Své domácí zápasy odehrává na zimním stadionu Nové Město nad Metují s kapacitou 2 000 diváků.

## Přehled ligové účasti
Stručný přehled
Zdroj: 
- 1970–1973: Divize – sk. C (3. ligová úroveň v Československu)
- 1973–1977: 2. ČNHL – sk. B (3. ligová úroveň v Československu)
- 1977–1979: 2. ČNHL – sk. C (3. ligová úroveň v Československu)
- 1983–1984: 2. ČNHL – sk. C (3. ligová úroveň v Československu)
- 1987–1988: Východočeský krajský přebor (4. ligová úroveň v Československu)
- 2003–2006: Královéhradecká a Pardubická krajská liga – sk. A (4. ligová úroveň v České republice)
- 2006–2016: Královéhradecká krajská liga (4. ligová úroveň v České republice)
- 2016–2018: Královéhradecká krajská soutěž (5. ligová úroveň v České republice)
- 2018– : Královéhradecká krajská liga (4. ligová úroveň v České republice)

Jednotlivé ročníky
Zdroj: 
Legenda: ZČ - základní část, červené podbarvení - sestup, zelené podbarvení - postup, fialové podbarvení - reorganizace, změna skupiny či soutěže
| Československo (1970 – 1993) |                                                   |           |          |                                       |               |
| Sezóny                       | Soutěž                                            | Úroveň    | ZČ       | Play-off, nadstavba, sk. o udržení... | Poznámky      |
| 1970/71                      | Divize – sk. C                                    | 3. úroveň | 6. místo |                                       |               |
| 1971/72                      | Divize – sk. C                                    | 3. úroveň | 1. místo | Kvalifikace o ČNHL (3. místo)         |               |
| 1972/73                      | Divize – sk. C                                    | 3. úroveň | 1. místo |                                       | Reorganizace  |
| 1973/74                      | 2. ČNHL – sk. B                                   | 3. úroveň | 7. místo |                                       |               |
| 1974/75                      | 2. ČNHL – sk. B                                   | 3. úroveň | 7. místo |                                       |               |
| 1975/76                      | 2. ČNHL – sk. B                                   | 3. úroveň | 5. místo |                                       |               |
| 1976/77                      | 2. ČNHL – sk. B                                   | 3. úroveň | 6. místo |                                       | Změna skupiny |
| 1977/78                      | 2. ČNHL – sk. C                                   | 3. úroveň | 6. místo |                                       |               |
| 1978/79                      | 2. ČNHL – sk. C                                   | 3. úroveň | 6. místo |                                       | Reorganizace  |
| ...                          |                                                   |           |          |                                       |               |
| 1983/84                      | 2. ČNHL – sk. C                                   | 3. úroveň | 8. místo |                                       | Sestup        |
| ...                          |                                                   |           |          |                                       |               |
| 1987/88                      | Východočeský krajský přebor                       | 4. úroveň | 1. místo | Kvalifikace o 2. ČNHL (2. místo)      |               |
| ...                          |                                                   |           |          |                                       |               |
| Česko (1993 – )              |                                                   |           |          |                                       |               |
| Sezóny                       | Soutěž                                            | Úroveň    | ZČ       | Play-off, nadstavba, sk. o udržení... | Poznámky      |
| ...                          |                                                   |           |          |                                       |               |
| 2003/04                      | Královéhradecká a Pardubická krajská liga – sk. A | 4. úroveň | 5. místo | Skupina o umístění (10. místo)        |               |
| 2004/05                      | Královéhradecká a Pardubická krajská liga – sk. A | 4. úroveň | 4. místo | Finálová skupina (6. místo)           |               |
| 2005/06                      | Královéhradecká a Pardubická krajská liga – sk. A | 4. úroveň | 5. místo | Skupina o umístění A (6. místo)       | Reorganizace  |
| 2006/07                      | Královéhradecká krajská liga                      | 4. úroveň | 2. místo | Finále                                |               |
| 2007/08                      | Královéhradecká krajská liga                      | 4. úroveň | 1. místo | Vítěz                                 | Kvalifikace   |
| 2008/09                      | Královéhradecká krajská liga                      | 4. úroveň | 1. místo | Vítěz                                 | Kvalifikace   |
| 2009/10                      | Královéhradecká krajská liga                      | 4. úroveň | 1. místo | Finále                                |               |
| 2010/11                      | Královéhradecká krajská liga                      | 4. úroveň | 6. místo | Finále                                |               |
| 2011/12                      | Královéhradecká krajská liga                      | 4. úroveň | 1. místo | Finálová skupina (2. místo)           |               |
| 2012/13                      | Královéhradecká krajská liga                      | 4. úroveň | 3. místo | Zápas o 3. místo (prohra)             |               |
| 2013/14                      | Královéhradecká krajská liga                      | 4. úroveň | 4. místo | Zápas o 3. místo (výhra)              |               |
| 2014/15                      | Královéhradecká krajská liga                      | 4. úroveň | 6. místo | Zápas o 5. místo (výhra)              |               |
| 2015/16                      | Královéhradecká krajská liga                      | 4. úroveň | 8. místo | Baráž o KLM (3. místo)                | Sestup        |
| 2016/17                      | Královéhradecká krajská soutěž                    | 5. úroveň | 1. místo | Baráž o KLM (4. místo)                |               |
| 2017/18                      | Královéhradecká krajská soutěž                    | 5. úroveň | 1. místo | Baráž o KLM (1. místo)                | Reorganizace  |
| 2018/19                      | Královéhradecká krajská liga                      | 4. úroveň | 8. místo | Čtvrtfinále                           |               |
| 2019/20                      | Královéhradecká krajská liga                      | 4. úroveň |          |                                       |               |
| 2024/25                      | Královéhradecká a Pardubická krajská liga         | 4. úroveň | 1. místo | Vítěz                                 | Kvalifikace   |